# Операция «Кобра» (фильм)
«Операция „Кобра“» — советский односерийный художественный фильм, снятый в 1960 году режиссёром Дмитрием Васильевым.

## Сюжет
Этот фильм рассказывает о советских пограничниках, которые рассекретили операцию под названием «Кобра», организованную иностранной разведкой. Цель этой операции — ежедневное фотографирование военного объекта… Вначале пограничники окружают нарушителя границы, пытавшегося с помощью собаки сфотографировать секретные объекты, но нарушитель успевает покончить с собой. Далее пограничники обнаруживают, что нарушение границы происходило несколько раз и кто-то с советской стороны контактирует с вражескими спецслужбами, запускающими диверсантов на советскую территорию. Первым на подозрении оказывается доктор Мазур, системно оказывающийся у граничной полосы для ловли змей. Затем внимание пограничников было обращено на сторожа Юсуфа, разыгрывающего роль малограмотного простодушного и весьма болтливого человека. На деле этот Юсуф оказывается немецким шпионом Отто Григом, укравшим документы другого человека. Почуяв неладное, Юсуф пытается бежать, но ему мешает учительница Лютфи, на которую он натравливает ядовитую змею, а затем и доктор Мазур, которого Юсуф нейтрализует. Параллельно, вражеские спецслужбы перебрасывают через границу нового диверсанта, которого удается обнаружить и арестовать. В итоге пограничники задерживают и Юсуфа - Отто Грига.

## В ролях
| Актёр                                             | Роль                                                                           |
| ------------------------------------------------- | ------------------------------------------------------------------------------ |
| Василий Макаров                                   | полковник погранвойск Дмитрий Андреевич Захаров, начальник погранотряда        |
| Олег Жаков                                        | доктор Ян Павлович Мазур, змеелов                                              |
| Леонид Чубаров                                    | капитан погранвойск Фёдор Кузьмич Ермаков, начальник заставы                   |
| Т. Ишанходжаев                                    | лейтенант Азиз Умаров, приёмный сын Захарова                                   |
| Гурминч Завкибеков (озвучивал Константин Тыртов ) | майор погранвойск Джураев                                                      |
| Шамси Киямов                                      | майор погранвойск Алимов                                                       |
| Г. Ниязов                                         | председатель колхоза Ахмеджан Саидов, отец Лютфи                               |
| Сталина Азаматова                                 | сельская учительница Лютфи Саидова                                             |
| Галина Фролова                                    | врач Нина Ивановна Ермакова, жена капитана Ермакова                            |
| Пулат Ахмедов                                     | рядовой Самадов                                                                |
| Абдульхайр Касымов                                | сторож Юсуф, он же заклинатель змей Гарун-Баба, он же немецкий шпион Отто Григ |
| Константин Старостин (озвучивал Михаил Глузский)  | Вернер                                                                         |
| Леонид Карнеев                                    | подполковник                                                                   |

### В эпизодах
- Абдусалом Рахимов
- Абдулхамид Нурматов
- Д. Соболев
- Л. Умаров
- Г. Волонихин

## Съёмочная группа
- Авторы сценария:
  - Дмитрий Васильев
  - Игорь Луковский
- Режиссёр: Дмитрий Васильев
- Оператор: Ибрагим Барамыков
- Художник: К. Полянский
- Композитор: Лев Шварц
- Директор: Роман Атласов

## Технические данные
- Производство: Таджикфильм
- Художественный фильм, односерийный, телевизионный, чёрно-белый